# 神姫バス三田営業所
神姫バス三田営業所（しんきバス さんだえいぎょうしょ）は、神姫バスの営業所の一つ。
所属車両に付される略号は「田」である（「三」は三木営業所が使用）。

## 概要
主に三田市内の鉄道駅と郊外を結ぶ路線や、北神地区に乗り入れる路線を運行している。
一般路線を初め、中距離の特急三ノ宮線もこの営業所が担当している。
所在地
- 三田営業所 - 兵庫県三田市ゆりのき台6丁目2番地
- 小柿車庫 - 兵庫県三田市小柿
- 美奈木台車庫 - 兵庫県三木市吉川町みなぎ台2丁目34番地
  - 三木営業所と共用。

### 系統番号の振り方
- 1番台 三田駅 - フラワータウン、馬渡方面）
- 10番台 三田駅・新三田駅 - 三田市外方面
- 20番台 三田駅 - 三田市北部方面
- 30番台 三田駅 - 三田市北西部方面
- 40番台 新三田駅 - ウッディタウン・カルチャータウン・テクノパーク方面
- 50番台 新三田駅・相野駅 - つつじが丘方面
- 60番台 三田駅 - 上津台・イオンモール、岡場駅方面
- 70番台 三田駅 - 関学キャンパス
- 140番台 新三田駅～ゆりのき台・学園7方面(急行便)

## 所管路線

### 特急三ノ宮線

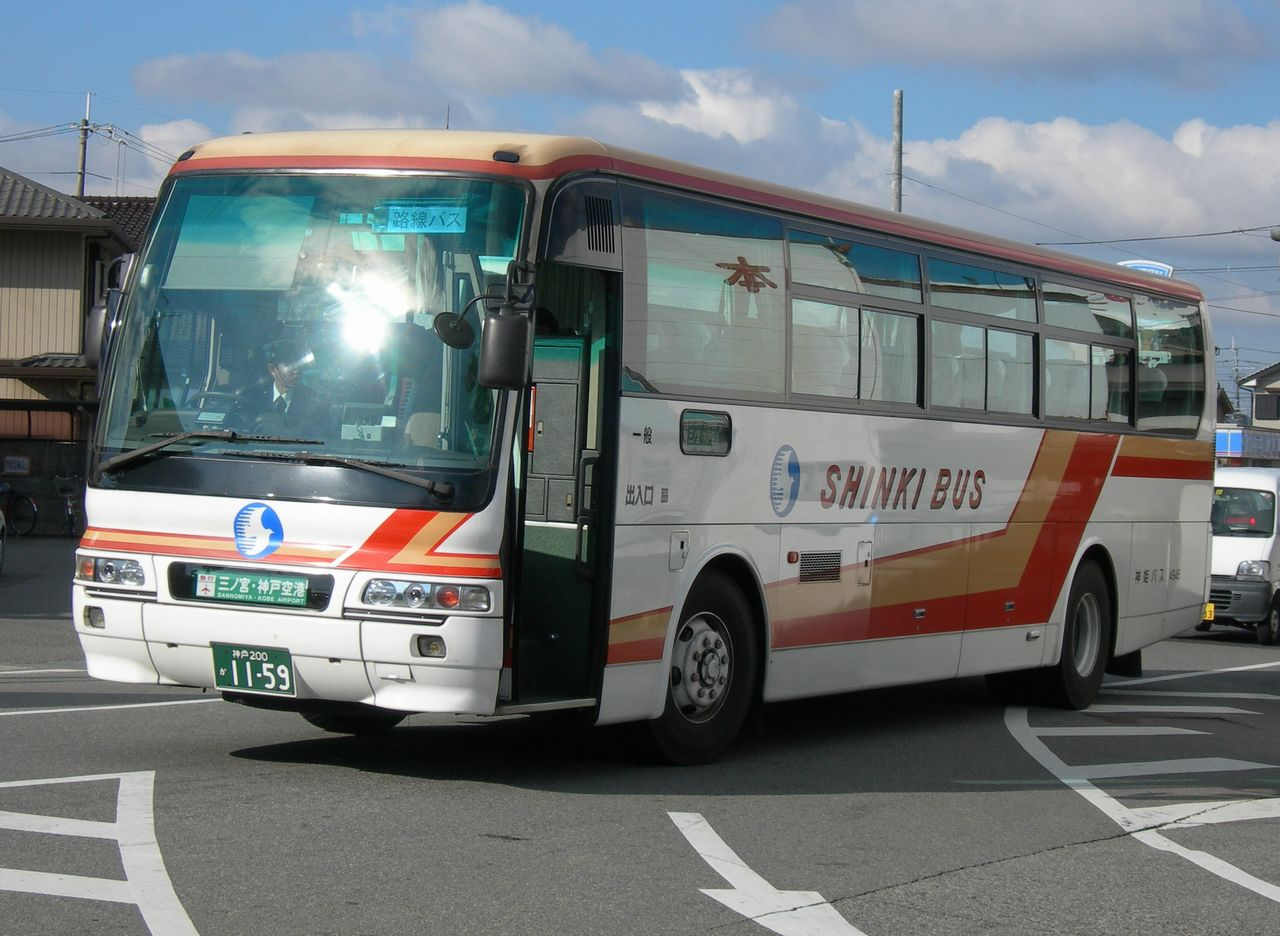
神姫バスの同形式車両（画像は西脇営業所所属車）

三田市内から六甲北有料道路・阪神高速7号北神戸線・阪神高速32号新神戸トンネルを経て、神戸市の中心部である三宮とを結ぶ路線。一部は舞鶴若狭自動車道に乗り入れ、丹波市の関西記念墓園に向かう。
系統番号として「特急38系統」が割り当てられているが、現地の標柱や広告等では番号を使わずに「特急三宮線」・「三宮特急バス」などと表記されている。種別に「特急」とあるが、全便自由席の座席定員制で、事前の予約は不要。
基本的に全便が高速線用のエアロエース、エアロバス、セレガHD、ガーラHDで運行されている（4列リクライニングシート・補助席付き、トイレなし）。
2000年代初め頃までは、主にワンロマ車が使用されていたが、利用客の増加などにより、徐々に上述のハイデッカ－車両に置き換えられていった。
三宮では、乗車は高速線と同様にをJR三ノ宮駅高架下の神姫バス三宮バスターミナル（駐車場形式）となっており、降車は三宮バスターミナル（ミント神戸1階）もしくは地下鉄三宮駅前となっている。
運賃の支払いも、一般路線と同様にICカード（NicoPaおよび全国相互利用対応ICカード）が利用可能。
三田営業所・神戸営業所・社営業所が担当

#### 沿革
- 1968年11月1日 - 三ノ宮 - 柏原 - 佐治間で運行開始。
- 1990年4月6日 - 西宮北インター経由を休止、フラワータウンセンター経由に変更。
- 1999年
  - 7月31日 - この日限りで三ノ宮 - 柏原・三ノ宮 - 佐治を休止。
  - 8月1日 - ルートを阪神高速経由に変更。三ノ宮 - ウッディタウン・ガーデンタウン地区との路線開設。
- 2000年4月1日 - 三ノ宮 - カルチャータウン地区との路線開設。
- 2004年10月1日- 三ノ宮 - 篠山を休止。

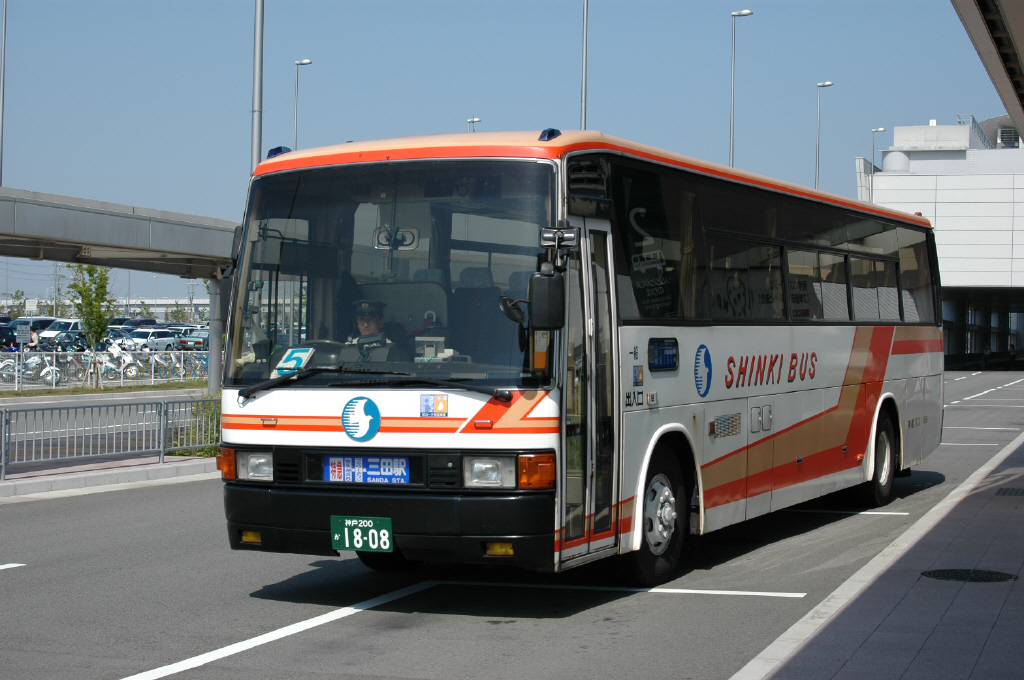
神戸空港にて撮影

- 神戸空港にて撮影2006年2月16日 - 神戸空港への乗り入れ開始。
- 2010年4月1日 - 三宮バスターミナルでの乗車券の発売を廃止し、降車時の後払い方式に統一。
- 2011年6月1日 - 神戸空港発の下り便が休止、上り（到着便）のみとなる。
- 2012年6月1日 - 上津台1丁目西・鹿の子台西口を経由する三田駅発着の路線を新設。
- 2021年10月1日 - 三田駅発着の一部便をゆりのき台郵便局前まで延伸。
- 2024年4月1日 - 三宮～アウトレット便の一部を有馬温泉経由で運行。

#### 運行系統
- 神戸三田プレミアム・アウトレット行き
  - 三宮 - 新神戸駅 - （阪神高速32号新神戸トンネル・阪神高速7号北神戸線・六甲北有料道路） - フルーツパーク（土・休日の一部のみ停車）  - イオンモール神戸北 - 神戸三田プレミアム・アウトレット - キリンビール神戸工場（土・休日の1往復のみ）
  - 神戸空港・ポートタワー前・三宮 - 新神戸駅前 - （阪神高速32号新神戸トンネル・阪神高速7号北神戸線）- 有馬温泉 - 藤原台北町4丁目 - 京地1丁目 - 京地2丁目 - 鹿の子台南町2丁目 - イオンモール神戸北 - 神戸三田プレミアムアウトレット
- 三田駅・ゆりのき台郵便局前行き（イオンモール神戸北経由）
  - 三宮 - 新神戸駅 - （阪神高速32号新神戸トンネル・阪神高速7号北神戸線・六甲北有料道路） - 吉尾インター - イオンモール神戸北 - 上津台1丁目西 - 鹿の子台西口 - 市立図書館前 - 三田本町 - 三田駅 - 市役所前 - 総合文化センター - 中央公園前 - 平谷大橋 - ゆりのき台郵便局前
- フラワータウンセンター行き
  - （神戸空港）← 三宮 - 新神戸駅 - （阪神高速32号新神戸トンネル・阪神高速7号北神戸線・六甲北有料道路） -  フラワータウンセンター
- 学園7丁目（関西学院大学）行き
  - 三宮 - 新神戸駅 - （阪神高速32号新神戸トンネル・阪神高速7号北神戸線・六甲北有料道路） - フラワータウンセンター - えるむプラザ前 - 住宅展示場前 - センチュリープラザ前 - ゆりのき台4丁目 - 関西学院前 - 関西学院大学（関西学院大学行きのみ） - 学園7丁目
  - 『ウッディエクスプレス』…新神戸駅 - えるむプラザ前間ノンストップ。
  - 『関学エクスプレス』…三宮または新神戸駅 - 関西学院大学キャンパス前間ノンストップ。
  - 朝には、フラワータウンセンター始発の便もある[1]。
  - 学園7丁目は高原病院前から馬渡までの各停留所、関西学院大学・関西学院前はサテライト阪神前からこまくるび停留所からも近いため、三木市吉川町の住民の一部も利用している。
- つつじが丘北口行き
  - 三宮 - （学園7丁目行きと同一） - ゆりのき台4丁目 - テクノパーク - 相野駅 - ガーデンタウン口 - つつじが丘北口
  - 『ウッディエクスプレス』…新神戸駅 - えるむプラザ前間ノンストップ。
  - 平日のつつじが丘方面は「ウッディエクスプレス」のみの片道運行
  - 土日祝は三宮方面のみの片道運行
  - フラワータウンセンター経由は土日のみ三宮方面のみの片道運行便のみ
- 関西記念墓園行き
  - 三宮 - （関西学院大学行きと同一） - 関西学院大学 - （舞鶴若狭自動車道・北近畿豊岡自動車道） - 関西記念墓園

### 新大阪 - 三田線
三田市内から中国自動車道・新名神高速道路・箕面有料道路を経て大阪梅田、新大阪駅とを結ぶ路線。
種別に「高速」とあるが、全便自由席の座席定員制で、事前の予約は不要。
基本的に全便が高速線用のエアロエース、セレガHD、ガーラHDで運行されている（4列リクライニングシート・補助席付き、トイレなし）。
中国ハイウェイバスとは異なり、新大阪駅では新大阪駅北口発着、大阪駅では大阪駅前（ハービスOSAKAのバスターミナル）発着となっている。大阪府内区間のみの利用は不可となっている。
運賃の支払いも、一般路線と同様にICカード（NicoPaおよび全国相互利用対応ICカード）が利用可能。2021年4月参入の阪神バス便では乗車時の車内発券方式となりPayPayが決済に使用可能であるが、NiCoPaでの決済はできなかった。ただしNiCoPaを所持している場合は現金またはPayPayでの決済でNiCoPa割引運賃が適用された。阪神バス便は三田市内のみの利用はできない。2022年7月11日より阪神バス便も神姫バス便と同じ支払い方法となり、NiCoPaおよび交通系ICカードが利用可能になる一方、PayPayでの決済は取りやめとなった。
社営業所、津山営業所、阪神バスとの共同運行。

#### 沿革
- 2018年4月1日 - 新大阪駅北口 - 三田西インター間平日1往復で運行開始[4]。経由地は異なるが、この区間の路線設定は1999年の福知山高速線廃止以来約20年ぶりである。
- 2018年10月1日 - 新大阪駅北口 - 関西学院大学間へ延伸。平日4往復・土休日3往復となる。
- 2019年4月1日 - 停車停留所に大阪駅前(ハービス大阪)を追加。平日11往復・土休日9往復となる。
- 2019年10月1日- 停車停留所にイオンモール神戸北を追加。平日16往復・土休日13往復となる。
- 2020年4月1日 - ダイヤ改正を実施。平日21往復・土休日19往復となる。
- 2020年10月1日 - ダイヤ改正を実施。平日23往復・土休日21往復となる。一部便が大阪空港経由となる。
- 2020年12月1日 - ダイヤ改正を実施。平日22往復・土休日20.5往復となる。
- 2021年4月1日 - ダイヤ改正を実施。平日34往復・土休日22往復となる。経路変更に伴いセンチュリープラザ前に停車しなくなる。神戸三田プレミアムアウトレットに乗り入れ開始。大阪国際空港（伊丹空港）経由便も増発される。阪神バス（2往復担当）との共同運行開始
- 2022年4月1日 - ダイヤ改正を実施。平日45往復（内阪神バス6.5往復）・土休日38往復（内阪神バス3.5往復）となる。
- 2023年4月1日 - ダイヤ改正を実施。平日50往復（内阪神バス7.5往復）・土休日40往復（内阪神バス3.5往復）となる。一部便が学園７丁目へ延伸。
- 2024年4月1日 - ダイヤ改正を実施。一部便をUSJに乗り入れ開始。阪神バスが学園7丁目まで乗り入れ開始。

。
- 2025年4月13日 - 大阪・関西万博開幕に伴い、USJ発着便の1往復を「EXPO三田号」として大阪・関西万博会場（夢洲第1交通ターミナル）まで延伸。

#### 運行系統
- 関西学院大学行き（一部は直行の「関学EXP」として運行）
  - 新大阪駅北口 - 大阪梅田（ハービスOSAKA） -  大阪国際空港★ -  千里ニュータウン★ - 箕面萱野駅★ - （新名神高速道路・中国自動車道） - イオンモール神戸北★ - 神戸三田プレミアム・アウトレット★ - テクノパーク★ - 関西学院大学
    - ★印は一部便のみ経由。新大阪駅 - 神戸三田プレミアム・アウトレット止め便あり。千里ニュータウン（桃山台駅）・箕面萱野駅経由便はハービスOSAKAには乗り入れない。2021年4月参入の阪神バスは新大阪駅北口には乗り入れず、ハービスOSAKA起終点となる。
- ゆりのき台4丁目（関西学院大学・学園７丁目）行き
  - 万博会場（夢洲第１交通ターミナル）★ - ユニバーサル・スタジオ・ジャパン★/新大阪駅北口 - 大阪梅田（ハービスOSAKA）- 大阪国際空港★ -  （新名神高速道路・中国自動車道） - フラワータウンセンター - ゆりのき台4丁目（一部便は関西学院大学または学園７丁目まで延長運転）
  - 平日朝の新大阪駅北口行きの一部は、フラワータウンセンター・狭間が丘県住前・弥生が丘５丁目を経由しない「ウッディＥＸＰ」として運行。これを補完するためフラワータウンセンター始発便（狭間が丘県住前・弥生が丘５丁目停車）が別途運行される。
  - 万博・USJ発着便は土休日1往復のみ運転（新大阪駅は経由しない）。

### 0番台
1系統
- 三田駅 - 京口 - 市立図書館前 - 北摂三田高校前 -狭間が丘3丁目 - 狭間が丘県住前 - (フラワータウンセンター) - 富士が丘5丁目 - 富士が丘6丁目 - (富士が丘3丁目)
- 三田駅 - 市役所前 - 福祉保健センター - 天神3丁目 - 北摂三田高校前 -狭間が丘3丁目 - 狭間が丘県住前 - (フラワータウンセンター) - 富士が丘5丁目 - 富士が丘6丁目 - (富士が丘3丁目)

2系統
- 三田駅 - 京口 - 市立図書館前 - 三田谷公園北口 - 武庫が丘6丁目 - フラワータウンセンター - 狭間が丘県住前 - 弥生が丘5丁目 - 富士が丘3丁目 - 富士が丘6丁目
- 三田駅 - 市役所前 - 福祉保健センター - 天神3丁目 - 三田谷公園北口 - 武庫が丘6丁目 - フラワータウンセンター - 狭間が丘県住前 - 弥生が丘5丁目 - 富士が丘3丁目 - 富士が丘6丁目

3系統
- 三田駅 - 京口 - 市立図書館前 - 北摂三田高校前 -狭間が丘3丁目 - 狭間が丘県住前 - フラワータウンセンター - 富士が丘5丁目 - 富士が丘6丁目 - 富士が丘3丁目 - センチュリープラザ前 - けやき台3丁目 - 三田市民病院 - 新三田駅
  - 1・2系統は、三田駅 - フラワータウンを運行する系統。市立図書館前回りと福祉保健センター回りがある。3系統は、1・2系統を延長する形で運行している。
  - 三田駅発車時刻が18時以降の便は福祉保健センター、フラワータウンセンターを通過し、1系統は富士が丘3丁目まで延長される。

6系統
- 三田駅 - 市役所前 - 保健福祉センター - さんだ市民センター前 - 畑中 - 三田幼稚園前 - 福祉保健センター - 三田市民病院 - 新三田駅 
  - 三田市が2001年11月～2002年11月にかけて1年間試験運行した『さんだ循環バス』を継承している。継承と同時に、エリア内の運賃が190円均一となった。
  - 平日1往復のみの運行。

7系統
- イオンモール神戸北 - 市原 - 市野瀬 - 吉川図書館前 - みなぎ台 - 渡瀬
  - 社営業所との共同運行。休日のみ運行。

8系統
- 三田駅 - 市役所前 - 池尻下 - 観音山 - 馬渡 - みなぎ台
  - 馬渡への路線。以前は馬渡、北谷を経て渡瀬まで運行していた。2001年11月改正で渡瀬発着便が三田駅方向の片道1本を残し三田駅～北谷を運行する系統となった。その後、渡瀬～北谷間の完全休止、馬渡～北谷間の休止を経て2016年10月現在は平日のみ1往復。
  - 平日1.5往復、休日三田駅方面のみの0.5往復の運行。社営業所との共同運行で三田営業所は平日の三田駅行き2便を担当。
  - 高原病院前停留所から馬渡停留所付近の住民の多くは停車本数の関係上、学園7丁目停留所を利用している。
  - 馬渡～みなぎ台1丁目間の停留所には停車しない。

9系統
社営業所を参照。

### 10番台
10系統
社営業所を参照。
11系統（準急）
- 新三田駅 - 市民病院前 - すずかけ台3丁目 - センチュリープラザ前 - 学園3丁目 - 関西学院前 - 吉川図書館前 - みなぎ台 -（吉川総合公園) - 貸潮坂 - 渡瀬
  - サテライト阪神前・こまくるび停留所付近の住民の多くは停車本数の関係上、関西学院大学または関西学院前停留所を利用している。
  - 新三田駅～関西学院前間は上記記載の停留所にのみ停車する。

13系統
- 三田駅 - 市役所前 - 鹿の子温泉口 - (←上津台1丁目西) - イオンモール神戸北 - 市原 - 大沢 - 小名田 - 吉尾インター - 岡場駅前 
  - 2010年7月15日の改正より、畑中 - 鹿の子温泉口 - 大江橋 - 上津 - 岩谷口 - 長尾 - 市原 間を畑中 - 宅原 - イオンモール神戸北 - 神戸三田プレミアムアウトレット - 市原 間の経路に変更した[6]。2022年7月現在では、畑中 - 鹿の子温泉口 - 大江橋 -（ ← 上津台一丁目西 ←） -　イオンモール神戸北 - 上津公園前 - 市原間に経路変更している。

14系統
- 三田駅 - 日下部 - (岡場駅前) - 五社 - 谷上駅 - やきもち地蔵 - 水吞 - 金清橋 - 平野 - 大学病院前 - 神戸駅南口
  - 一部の区間（平野祇園神社前交差点 - 金清橋交差点）は道路が狭隘なため、車両についてはバス・タクシーおよび許可車両以外の通行が禁止されている。
  - 車両は長らくツーステップバスの限定運行で、神戸駅を発着する他の路線バス(高速バスを除く)がノンステップバスまたはワンステップバスに変更された後も、この路線だけはツーステップバスでの運行となっていたが、2014年10月頃にワンステップバスでの運行が開始された。
  - 2021年3月31日までは西宮北インターにも乗り入れていた。
  - 有馬温泉→神戸駅南口、神戸駅南口→岡場駅、谷上駅～神戸駅南口の区間便がある。
  - 平野～神戸駅南口間は大学病院前のみに停車する。
  - 2025年3月31日路線休止

15系統
三木営業所を参照。
16系統

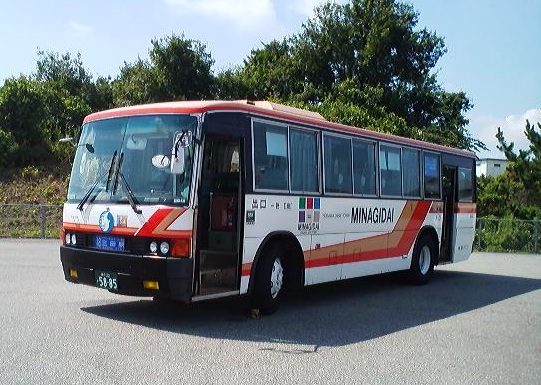
美奈木台仕様の神姫バス車両
高速塗装で側面にMINAGIDAIの文字が入っている。廃車が進み当路線から姿を消した。

- 三田駅 - 市立図書館前 - 鹿の子台小学校前 - 鹿の子台南町5丁目南 - (←扇谷公園前) - 鹿の子台南町4丁目 - (鹿の子台南住宅前→) - 鹿の子台南町2丁目北 - (鹿の子台南町県住前→) - 鹿の子台南町6丁目
  - 日中は三田駅～鹿の子台南町～三田駅の循環線として運行される。
- 三田駅 - 市立図書館前 - 鹿の子台小学校前 - 鹿の子台南町5丁目南 - (←扇谷公園前) - 鹿の子台南町4丁目 - (鹿の子台南住宅前→) - 鹿の子台南町2丁目北 - 下小名田 - 京地2丁目 - 北神星和台
  - 北神星和台発着の系統。朝夜のみ。

17系統
- 三田駅 - 市立図書館前 - 鹿の子台郵便局前 - 鹿の子台小学校前 - 鹿の子台物流センター
  - 平日朝の鹿の子台物流センター行きの1便、平日夕方の三田駅行きの1便のみ。

19系統
- 三田駅 - 市立図書館前 - (中国自動車道) - みなぎ台
  - 美奈木台線用塗装のワンロマ車が当初より長年使われていたが、2013年現在では全てシートベルト付き一般車両に置き換えられている。
  - 社営業所との共同運行
  - この系統は途中神戸三田インター - 吉川インターの間の中国自動車道を走行する。[7]。
  - 当初「美奈木台」としていた表記が、2015年10月の改正で「みなぎ台」へと改められた。
  - 市立図書館前～みなぎ台1丁目間の停留所には停車しない。

### 20番台
20系統
- 三田駅北口 - 中央病院前 - 上野台中学 - (成谷口→) - 有馬富士公園前 - 新三田駅 - (←三田市民病院)
  - 県道570号有馬富士公園線の開通と同時に新設された路線。平日1往復のみの運行。

21系統
- （三田市民病院 - 保健福祉センター - 市役所前 - ）- 三田駅北口 - 中央病院前 - 上野台中学 - 木器 - 高平小学校前 - 小柿
  - 三田駅～高平小学校、高平小学校～小柿の区間便がある。

22系統
- （市役所前 - ） 三田駅北口 - 中央病院前 - 上野台中学 - 木器 - (高平小学校前) - 波豆川
  - 途中の波豆川口には2021年3月末まで阪急バス（2019年6月まで阪急田園バス。阪急バスの停留所名は「波豆川」）の武田尾方面の路線が発着していた[8]。
  - 高平小学校の通学便として運行される、高平小学校を経由する系統(休校日は高平小学校を経由しない下記の23系統となる。)

23系統
- （市役所前 - ） 三田駅北口 - 中央病院前 - 上野台中学 - 木器 - 波豆川

24系統
- （三田市民病院 - 保健福祉センター - 市役所前 - ） 三田駅北口 - 中央病院前 - 上野台中学 - 小野 - 乙原バレイ - 母子
  - 一部便を除き乙原バレイで乗り換えとなるが、運賃は通算される。

25系統
- 三田駅北口 - 中央病院前 - 上野台中学 - 香下 - 関西学院千刈キャンプ
  - 25系統は2021年3月末まで阪急バス（2019年6月まで阪急田園バス）との共同運行で三田駅北口から宝塚市西谷地区の波豆を経て東部まで運行していた[8]。高速バスを除く神姫バスの路線で唯一宝塚市を結んでいた路線でもあった。2010年4月以降は土・休日の神姫バス担当分が廃止され、午前に阪急バスが3往復、平日午後に神姫バスが1往復のみ運行していた。
  - 2021年3月末で阪急バスが廃止（宝塚市側の波豆以東のみ存続）[8]。神姫バスは宝塚市への乗り入れをとりやめ、三田市側の香下峠から関西学院千刈キャンプへ乗り入れる経路に変更し、1日2往復を運行[9]。

### 30番台
32系統
- 三田駅 → 市役所前 →保健福祉センター → 新三田駅 - 福島 - 広野小学校前 - 広野 - 上青野
- 新三田駅 - 三田市民病院 - えるむプラザ前 - センチュリープラザ前 - 下井沢 - 広野小学校前 - 広野 - (緑風台) - 上青野
- 上青野 → 広野 → 広野小学校前 → 西野上 → 三田市民病院 → 保健福祉センター → 市役所前 → 三田駅
  - いずれも平日のみの運行。
  - 広野小学校～上青野の区間便(広野小学校行きのみ緑風台経由)がある。(休校日運休)

33系統
- 三田駅 - 市役所前 - 三輪 - 川除 - 新三田駅東口 - 福島 - 広野口 - 本庄小学校 - 幡尻西
  - 平日のみの運行。

36系統
- 三田駅 - 市役所前 - 保健福祉センター - 川除 - 新三田駅東口 - 福島 - 藍本駅
  - 平日のみの運行。

38系統（特急三ノ宮線）

### 40番台
41系統
- 新三田駅 - 市民病院前 - すずかけ台小学校前 - すずかけ台ハイツ前 - あかしあ台小学校前 - ゆりのき台中学校前 - 三田西陵高校前 - ゆりのき台4丁目 - テクノパーク - 三田西インター - テクノ南
- 新三田駅 - 市民病院前 - すずかけ台小学校前 - すずかけ台ハイツ前 - あかしあ台小学校前 - あかしあ台公園前 - 南ウッディタウン駅 - 市民病院前 - 新三田駅(循環)
- 新三田駅 - 市民病院前 - すずかけ台小学校前 - すずかけ台ハイツ前 - あかしあ台小学校前 - センチュリープラザ前
  - すずかけ台小学校～すずかけ台ハイツを経由する系統。
  - 新三田駅～すずかけ台小学校前～ゆりのき台中学校前の運行が基本。テクノパーク方面は平日の朝夕、ゆりのき台4丁目行きは平日の朝夜、循環便は夜、センチュリープラザ行きは日中の一部のみ。
  - ゆりのき台4丁目→新三田駅行きの一部は、すずかけ台小学校前～新三田駅間ノンストップの急行便(連節バスでの運行。)

42系統
- 新三田駅 - 市民病院前 - 南ウッディタウン駅 - あかしあ台公園前 - ゆりのき台中学校前
  - 後述の48系統の区間便であり、平日朝の新三田駅行き、休日夜のゆりのき台行きのみである。

43系統
- 新三田駅 - 市民病院前 - 中央公園北口 - けやき台3丁目 - センチュリープラザ前 - ゆりのき台中学校前 - 三田西陵高校前 - ゆりのき台4丁目 
  - 中央公園北口～けやき台を経由する系統。
  - ゆりのき台中学校始発便、センチュリープラザ終着便がある。
  - 新三田駅～中央公園北口間ノンストップの急行便(連節バスでの運行)、センチュリープラザ～ゆりのき台4丁目ノンストップの快速便がある。

44系統
- 新三田駅 - 市民病院前 - すずかけ台3丁目 - けやき台1丁目 - (ウッディタウン中央駅) - けやき台6丁目 - ゆりのき台公園前
  - すずかけ台3～けやき台6を経由する系統。ウッディタウン中央駅は12時台の便のみ経由する。

45系統
- 新三田駅 - 市民病院前 - 中央公園北口 - けやき台3丁目 - センチュリープラザ前 - ゆりのき台中学校前 - 三田西陵高校前 - ゆりのき台3丁目 - 関西学院前 - 学園7丁目
  - 43系統とゆりのき台3丁目で分岐し、学園7へ向かう系統。朝夜中心の運行。

46系統（快速）
- 新三田駅 - 市民病院前 - 南ウッディタウン駅 - ゆりのき台中学校前 - 三田西陵高校前 - 関西学院大学
  - 新三田駅～ゆりのき台中学校間で上記の停留所のみに停車する快速便。

46系統（急行）
- 新三田駅 - センチュリープラザ前 - 関西学院前 - 学園7丁目
  - 新三田駅～学園3間でセンチュリープラザのみに停車する急行便。
- 新三田駅 - 関西学院大学(「KG Link」新三田駅 - 関学キャンパス間ノンストップ便。)
  - 一部連節バスで運行される。

47系統
- 新三田駅 - 上井沢 - 溝口 - テクノ東 - テクノパーク - 三田西インター - (第2テクノ) - テクノ南
  - 一部は循環して新三田駅へ戻る運行形態となる。
  - 一部便は新三田駅～溝口間ノンストップの急行便(連節バスでの運行。)

48系統
- 新三田駅 - 市民病院前 - 南ウッディタウン駅 - あかしあ台公園前 - ゆりのき台中学校前 - 三田西陵高校前 - 関西学院前 - (関西学院大学) - 学園7丁目
  - 南ウッディタウン駅～あかしあ台公園を経由する系統。
  - 関西学院大学行きは日中の数便のみ。

### 50番台
51系統
- 相野駅 - ガーデンタウン口 - 小学校前 - つつじが丘北口 - (大川瀬大滝)
  - 大半の便は相野駅～つつじが丘北口間の運行。

旧52系統（現在はウイング神姫30系統・31系統・32系統・33系統・34系統）
- 相野駅 - 藍小学校 - 兵庫陶芸美術館前・こんだ薬師温泉・清水・清水寺（行き先によって運行ルートが異なる）
  - 全便ウイング神姫（旧：神姫グリーンバス）篠山営業所（清水車庫）の担当で、神姫グリーンバスへの移管時に系統番号（52系統）は継承しなかった。後に新たに系統番号（30系統・31系統・32系統・33系統・34系統）を採番している。

55系統（準急）
- 新三田駅 - 市民病院前 - すずかけ台3丁目 - センチュリープラザ前 - 三田西陵高校前 - 関西学院前 - 関西学院大学 - 上井沢 - 相野駅 - ガーデンタウン口 - 小学校前 - つつじが丘北口（→大川瀬大滝）

### 60番台
61系統
- 神鉄道場駅 → 鹿の子台西口 → 上津台北 → 上津公園前 → 関西学院大学
  - 平日のみ運行。
  - 2024年4月1日運行開始

62系統
- 神鉄道場駅 - 上津台1丁目西 - (上津台北 - 上津公園前) - イオンモール神戸北 - 上津公園前 - 岩谷口 - 人形渡橋 - えるむプラザ前 - 市民病院前 - 新三田駅
  - 一部便は上津台方面を経由しない。
  - 道場駅～上津公園前・イオンモール・人形渡橋間の区間便がある。区間便の一部は連節バスでの運行。
  - 道場駅～イオンモール間の区間便の一部は北神戸中学校の休校日運休。
- 人形渡橋 → 赤松台北 → 上津公園前 → イオンモール神戸北 → 上津公園前 → 上津台北 → 上津台1丁目西 → 神鉄道場駅
  - 赤松台を経由する系統で、休日朝の1便のみ運行。

63系統
- ゆりのき台4丁目 - 三田西陵高校前 - ゆりのき台中学校前 - センチュリープラザ前 - えるむプラザ前 - フラワータウンセンター - 狭間が丘県住前 - イオンモール神戸北 - 神戸三田プレミアムアウトレット
  - 休日のみ運行。

64系統
- 三田駅 - 市立図書館前 - 上津台1丁目西 - 上津台北 - 上津公園前
  - 朝夜の運行。(日中は下記の67系統での運行。)
  - 三田駅行きの一部便は 上津台3丁目南～市立図書館前間ノンストップの急行便(連節バスでの運行)。

66系統
- 三田駅 - 市立図書館前 - 鹿の子台南町2丁目 - 北神星和台 - 京地1丁目  - 岡場駅前
  - 平日朝夜の運行で、一部便は三田駅～北神星和台間の区間便。

67系統
- 三田駅 - 市立図書館前 - 宅原 - 上津台1丁目西 - (上津台北 - 上津公園前) - イオンモール神戸北 - 神戸三田プレミアム・アウトレット
  - 上津台の通勤輸送に加えイオンモール神戸北および神戸三田プレミアムアウトレットの買い物客輸送を担う路線である。このため土休日は平日よりも増発される。
  - 一部便は上津台方面を経由しない。また、イオンモール神戸北止まりの便がある。
  - 一部便は市立図書館前～イオンモール神戸北間ノンストップの急行便(連節バスでの運行)。

68系統
- 岡場駅前 - (足谷公園前) - 北神星和台 - 鹿の子台南町2丁目 - 鹿の子台小学校前 - 神鉄道場駅 - 上津台1丁目西 - (上津台北 - 上津公園前) - イオンモール神戸北
  - 岡場駅～北神星和台・神鉄道場駅間の区間便もある。以前神戸市バスは区間便に限り運行していたが、現在は神姫バスの単独運行。
  - 一部便が京地公園前・足谷公園前を経由する。

69系統
- 岡場駅前 - 小名田 - フルーツパーク - イオンモール神戸北 - 神戸三田プレミアムアウトレット
  - 岡場駅を基点に、観光地や商業施設を巡る路線。
  - 1往復のみの運行。2024年3月末で有馬温泉乗り入れを休止。
  - 以前神戸市バスは岡場駅前～フルーツパークの区間便に限り運行していたが、現在は神姫バスの単独運行。

### 70番台
70系統（一部は連節バスで運行）
- 三田駅 - 市立図書館前 - フラワータウンセンター - 関西学院大学
  - フラワータウンセンター～学園3丁目間ノンストップ。
- 三田駅 - 市立図書館前 - 関西学院大学(急行便)
  - 市立図書館前～関西学院大学間ノンストップ。

73系統
- 三田駅 - 市立図書館前 - (フラワータウンセンター→) - 池尻下 - 観音山 - 学園小学校前 - 関西学院大学
  - 一往復のみの運行。

### 140番台
143系統
- 三田営業所 → ゆりのき台公園前 → けやき台6丁目 → けやき台3丁目 → 新三田駅
  - 中央公園北口～新三田駅間ノンストップの系統で、平日朝に運行。

145系統
- 新三田駅 - けやき台3丁目 - けやき台6丁目 - ゆりのき台公園前 - 関西学院前 - 学園7丁目
  - 中央公園北口～新三田駅間ノンストップの系統で、平日朝に運行。

### 番号なし
- 三宮 -（新神戸トンネル）- 小橋 - (淡河本町南) - 淡河本町北 - 北僧尾 - 吉川総合公園 - みなぎ台 - 吉川図書館前
  - 小橋～淡河本町北間は、4～11月は国道428号経由、12～3月は三津田～戸田経由で運行される。そのため、淡河本町南には、4～11月のみ停車する。
- 三宮 - USJ - ポートタウン東 （神戸営業所・三木営業所・西脇営業所との共同運行）
- 新神戸駅 - 三宮 - 中埠頭 - 神戸空港 （神戸営業所・西神営業所・明石営業所・大久保出張所との共同運行）
- 三宮 - ポーアイキャンパス （神戸営業所・三木営業所・西脇営業所・西神営業所・明石営業所・大久保出張所との共同運行）
- 三宮 - ジーライオンアリーナ神戸 （三木営業所・西神営業所・明石営業所・社営業所との共同運行） - 2025年4月運行開始。土休日およびイベント開催時のみ運行
- 三宮 - アリーナ前 - 新港町 （神戸営業所・三木営業所・西神営業所・明石営業所・社営業所との共同運行） - 2025年4月運行開始。平日のみ運行

## 車両
かつては車種を問わず、大半が日野製で占められていた。
現在三菱ふそう製、純正ボディまたは西日本車体工業架装車を中心に、淡路交通からの中古車であるいすゞ・エルガが存在する。
特急三ノ宮線用には、前述した通りエアロエース・エアロバス・セレガHD・ガーラHDが在籍している。
三宮 - 吉川線用として使われているワンロマ車は、2018年3月をもって運用から退くこととなった。その後同車はウエスト神姫へ移籍となった。
現在は、所属する一般路線用の全車の方向幕がLED化されている。
なお、2009年7月1日に篠山市・丹波市地域の路線が神姫グリーンバスによる運行となったため、篠山出張所のうち、三田市にある母子・小柿車庫は篠山出張所から三田営業所に変更、加東市にある清水車庫は社出張所・神姫グリーンバス篠山営業所の共用に変更された。
2013年4月1日からは西日本では初めてのメルセデス・ベンツ製の連節バス（メルセデス・ベンツ・シターロ）「オレンジアロー 連 SANDA号」が２台導入され、運行を開始している。